# Teresa Velázquez Cortés
Teresa Velázquez Cortés (Valencia, 1961) es una historiadora del arte española. Ha trabajado en el Ayuntamiento de Madrid y en la Agencia Española de Cooperación Internacional, y ha dirigido el Museo Patio Herreriano de Valladolid, desde el año 2004 al 2006.
Es desde el año 2007 coordinadora general de exposiciones del Museo Nacional Centro de Arte Reina Sofía de Madrid.

## Trayectoria

### Formación
Teresa Velázquez es licenciada en la especialidad de Historia del Arte, por la Universidad de Valencia. Amplió su formación asistiendo a seminarios sobre museos, cultura y comunicación en la misma universidad de Valencia. Completó su formación trasladándose a la ciudad de New York para  trabajar en el Metropolitan Museum of Art de esta ciudad. Está en posesión del "Master of Arts Degree in Art History and Museum Studies" (1987-1990) y del "Master of Arts Degree in European Leisure Studies", sobre Estudios Culturales (1995-1996).
Entre 1985 y 1990 fue asistente de la comisaria de Videoarte y Performance del American Museum of the Moving Image, en Nueva York, y realizó labores de catalogación en el asimismo neoyorquino Whitney Museum of American Art.  

### Actividad profesional
En la Exposición Universal de Sevilla (1991-1992) dirigió el Pabellón del Universo; y fue coordinadora del programa de arte contemporáneo en los espacios públicos en la Sociedad Estatal EXPO'92. Fue distinguida con la encomienda de la "Orden del Mérito Civil" por esa tarea en la EXPO.
Desde 1993 hasta 1995 fue directora de proyectos de INGENIA Producciones Culturales, sociedad dedicada a la concepción y gestión de exposiciones y acontecimientos culturales.
Entre noviembre de 1997 y junio de 2002, Teresa Velázquez dirigió el "Centro Cultural de España" en Lima. En junio de 2002 recibió la cruz de oficial de la "Orden de Isabel la Católica", en reconocimiento al trabajo desempeñado en ese Centro ubicado en Perú.
Entre 2002 y 2003 coordinó la Red de Centros y Oficinas de Cooperación Cultural de la Agencia Española de Cooperación Internacional, del Ministerio de Asuntos Exteriores, que abarca 36 centros distribuidos por Iberoamérica y Guinea Ecuatorial. Fue a continuación asesora de artes en la Dirección de Proyectos Culturales del Ayuntamiento de Madrid.
Velázquez, desde 2004 hasta 2006, dirigió el Museo Patio Herreriano de Arte Contemporáneo Español. A continuación fue la responsable de contenidos artísticos del nuevo centro Matadero de Madrid, durante dos años. 

## En el Museo Nacional Centro de Arte Reina Sofía
En 2008 se incorporó, tras una prueba pública, al Museo Nacional Centro de Arte Reina Sofía de Madrid.
Velázquez es, desde entonces, jefa del departamento de Exposiciones del Museo Reina Sofía, en la subdirección de Conservación, Investigación y Difusión de dicho Museo, cuya responsable era la historiadora del arte estadounidense Lynne Cooke, hasta su salida como subdirectora. En 2012 João Fernandes (Bragança, 1964), el hasta entonces director del Museu Serralves de Oporto, ocupó el cargo de subdirector del Reina Sofía.
El trabajo de Teresa Velázquez, desde 2008, ha sido incesante en el MNCARS, en la etapa de dirección e iniciativas de Manuel Borja-Villel, cuyo contrato ha sido prolongado, tras la programación de exposiciones originales, muchas de autores poco conocidos y a veces arriesgadas culturalemente, en las que ella ha trabajado siempre. 
Velázquez fue la comisaria de la exposición de la artista brasileña Lygia Pape, "Espacio imantado" (2011); ha sido la comisaria de la exposición sobre  la aryista  americana Lee Lozano, titulada "Lee Lozano. Forzar la máquina", de 2017.

## Enlaces
- En el Reina Sofía
- Jefa de exposiciones del MNCRAS
- Entrevista sobre Lygia Pape

- Datos: Q6142630